# Antonio Bisquert
Antonio Bisquert, né en 1596 à Valence, et mort en 1646 à Teruel, est un peintre valencien de style baroque.

## Biographie
Antonio Bisquert naît en 1596 probablement à Valence.
Très influencé par Francisco Ribalta dont il fut l'élève, ses œuvres sont empreintes de la plus ancienne tradition picturale valencienne et sont décrites comme étant d'un naturalisme modéré. Il s'attardait sur la représentation d'objets du quotidien ainsi que de détails secondaires, rendant ainsi beaucoup plus de crédibilité à ses toiles. Ses commanditaires étant quasiment tous des hommes de religion, la majeure partie des œuvres de Bisquert représentent des saints et des saintes comme La vie de saint Laurent réalisée pour l'église San Lorenzo de Huesca ou encore La vie de saint Vincent, dédiée à l'église San Gil de Saragosse, anciennement attribués à Jusepe Martínez.
L'abbé Antonio Ponz, à la vue du retable dit des Onze mille vierges, affirma qu'Antonio Bisquert était un professeur d'une mérite certain.
Antonio Bisquert meurt en 1646 à Teruel.

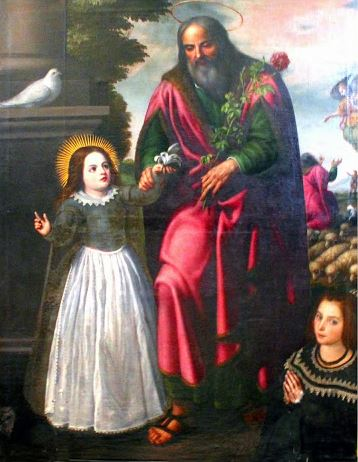
Saint Joachim et la Vierge (1646).
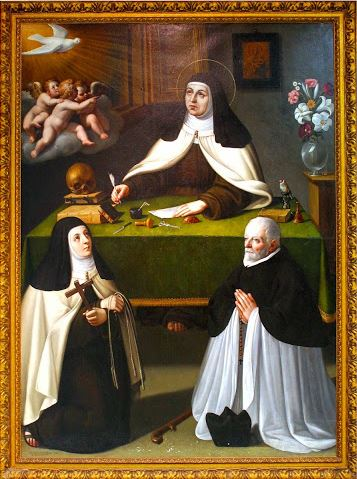
Sainte Thérèse (années 1628-1632).
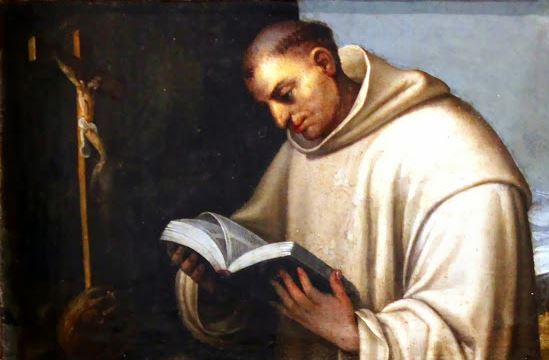
Saint Bernard (XVIIe siècle).
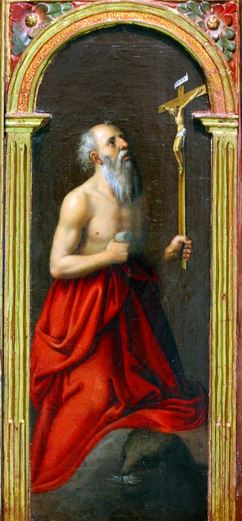
Saint Jérôme (XVIIe siècle).
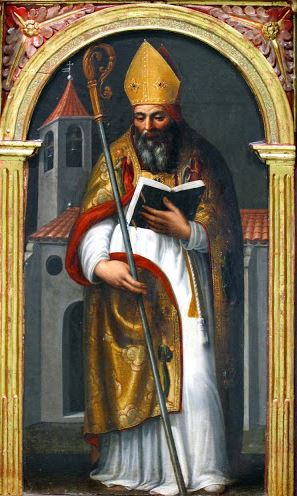
Saint Augustin (XVIIe siècle).
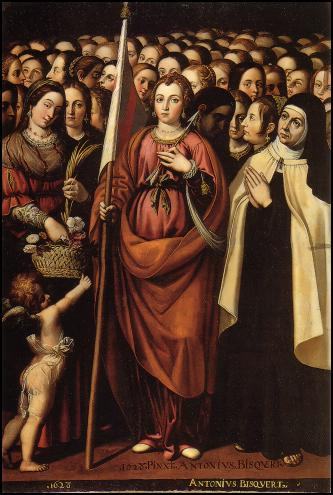
Sainte Ursule, sainte Rosalie, sainte Thérèse d'Avila et les onze mille vierges.